# Euprosopia curta
Euprosopia curta är en tvåvingeart som först beskrevs av Osten Sacken 1882.  Euprosopia curta ingår i släktet Euprosopia och familjen bredmunsflugor. Inga underarter finns listade i Catalogue of Life.